# Iglesia de los Santos Emeterio y Celedonio
La iglesia de los Santos Emeterio y Celedonio es un edificio situado en la localidad española de Leciñana de Mena, en la provincia de Burgos.

## Descripción
El edificio se encuentra en la localidad española de Leciñana de Mena, del municipio de Valle de Mena, perteneciente a la provincia de Burgos, en la comunidad autónoma de Castilla y León. Se menciona como iglesia parroquial del lugar en el décimo volumen del Diccionario geográfico-estadístico-histórico de España y sus posesiones de Ultramar de Pascual Madoz, donde aparece descrita con las siguientes palabras:

una igl. parr. (Stos. Emeterio y Celedonio), servida por un cura beneficiado y un sacristan, siendo aquel de presentacion y provision del conde de Noblejas, el cual debe verificar esta en hijos patrimoniales: la espresada igl. es matriz y comprende el barrio denominado de la Haya, que se halla en la bajada de la cuesta y monte Cabrío, por donde pasa la carretera nueva que conduce de Burgos á Bilbao y Castro-Urdiales, habiendo junto á esta barrera una ermita bajo la advocacion de San Sebastian.
(Madoz, 1847, p. 113)